# إيدة لوخان
إيدة لوخان هي قرية في مقاطعة هشترود، إيران. عدد سكان هذه القرية هو 139 في سنة 2006.